# Jason (football, 1994)
David Rameseiro Salgueiro, plus couramment appelé Jason, né le 6 juin 1994 à La Corogne en Espagne, est un footballeur espagnol évoluant au poste d’attaquant au Al-Fayha FC.

## Biographie
Avec le club de Levante, il inscrit 10 buts en deuxième division lors de la saison 2016-2017.